# Рамадан Соби
Рамадан Соби Ахмед (арап. رمضان صبحي‎‎‎‎, романизовано Ramadan Sobhi Ahmed; Каиро, 23. јануар 1997) професионални је египатски фудбалер који игра на позицијама крилног нападача и офанзивног везног играча. Тренутно наступа за Пирамидс.

## Клупска каријера
Соби је играчку каријеру започео у египатском Ал Ахлију из Каира у чијим редовима је играо три сезоне и за то време освојио две титуле националног првака (2013/14. и 2015/16) и националног Суперкупа (2014. и 2015). 
У јулу 2016. одлази у Енглеску где потписује уговор са екипом Стоук Ситија вредан 5 милиона фунти. Прву утакмицу у Премијер лиги одиграо је 20. августа исте године против Манчестер Ситија, док је први гол за тим постигао у утакмици против Вест Бромич албиона играној 23. децембра 2017. године. 
У јуну 2018. потписује трогодишњи уговор са екипом Хадерсфилд Тауна вредан 5,7 милиона фунти.

## Репрезентативна каријера
За сениорску репрезентацију Египта дебитовао је 14. јуна 2015. у утакмици квалификација за КАФ куп 2017. против Танзаније. Први велики успех са репрезентацијом остварио је управо на Афричком купу нација 2017. у Ганону где је освојена сребрна медаља. 
За репрезентацију је наступио и на Светском првенству 2018. у Русији. Дебитантску утакмицу на светским првенствима одиграо је у првом колу групе А против Уругваја 15. јуна, одигравши последњих десетак минута сусрета (на утакмицу ушао као замена за Варду у 82. минути). 